# 欽州直隸州
欽州直隸州，晚清时设置的直隶州。
原为钦州。根據《清史稿》，卷七十二記載:欽州直隸州：衝，繁，難。為廣東省廉欽道治所。本地沿襲明朝制度，屬廣東省廉州府所管轄，所以到此為止都是散州。爾後到了清朝晚期的光緒十四年（1888年），欽州被升格為直隸州，並析靈山縣林墟司隸之，又析州屬防城、如昔二司，置防城縣來屬，所以欽州直隸州此時管轄了防城縣。
民國時期，全国废府州厅改县，改為欽縣，而防城縣則獨立。現在，則是广西壮族自治区管轄的欽州市，也是廣西的地級市。